# Mansfield Center (Connecticut)
Mansfield Center – jednostka osadnicza w Stanach Zjednoczonych, w stanie Connecticut, w hrabstwie Tolland.